# Bendo Mungal
Bendo Mungal is een bestuurslaag in het regentschap Pasuruan van de provincie Oost-Java, Indonesië. Bendo Mungal telt 4836 inwoners (volkstelling 2010).